# Milena Damjanowa
Milena Cwetanowa Damjanowa, bułg. Милена Цветанова Дамянова (ur. 2 sierpnia 1976 w Silistrze) – bułgarska polityk i filolog, posłanka do Zgromadzenia Narodowego, w latach 2010–2013 wiceminister edukacji.

## Życiorys
Ukończyła filologię węgierską na Uniwersytecie Sofijskim im. św. Klemensa z Ochrydy i zarządzanie finansami na Akademii Ekonomicznej w Swisztowie. Od 2001 pracowała jako asystent na pierwszej z tych uczelni, zajmowała się również tłumaczeniami. W 2007 nawiązała współpracę z partią GERB jako ekspert do spraw edukacji i nauki. W 2009 podjęła zatrudnienie w administracji rządowej.
W 2010 premier Bojko Borisow powołał ją na wiceministra edukacji, młodzieży i nauki w swoim rządzie. Funkcję tę pełniła do 2013. W tym samym roku uzyskała mandat deputowanej do Zgromadzenia Narodowego 42. kadencji. Z powodzeniem ubiegała się o poselską reelekcję w wyborach w 2014, 2017 i kwietniu 2021.